# Калю Комисаров
Калю Комисаров (на естонски: Kalju Komissarov) е естонски актьор, театрален и филмов режисьор и театрален педагог.
Роден е на 8 март 1946 г. През 1968 г. завършва Талинската държавна консерватория. В периода 1968 – 1974 г. работи като филмов режисьор в Талинфилм. От 1974 до 1986 г. е главен мениджър на сцената в Естонския куклен театър, а от 1986 до 1988 г. в театър „Угала“. В периода 1986 – 1995 г. е ръководител на Висшата театрална школа на Естонската академия за музика и театър.
През 2006 г. е награден с Орден на Бялата звезда, III клас.
В периода от 1967 до 1971 г. е женен за актрисата и бивш съученик от Държавната консерватория в Талин Хеле-Рийт Хеленурм.